# Regele Scorpion
Scorpion, tradus și ca Regele Scorpion, sau uneori Serqet, se refera la cel din urmă din cei doi regi cu acest nume ai Egiptului de Sus din Perioada protodinastică.
Este posibil ca numele să se refere și la zeița Serket.